# Lepajan
Genre
Lepajan est un genre d'araignées aranéomorphes de la famille des Anyphaenidae.

## Distribution
Les espèces de ce genre se rencontrent en Équateur et au Panama.

## Liste des espèces
Selon World Spider Catalog (version 17.5, 27/09/2016) :
- Lepajan edwardsi Brescovit, 1997
- Lepajan montanus (Chickering, 1940)

## Publication originale
- Brescovit, 1993 : Lepajan, um gênero novo de aranhas neotropicais e sinonímia de Pelayo Pickard-Cambridge com Josa Keyserling (Araneae, Anyphaenidae). Revista Brasileira de Entomologia, vol. 37, no 1, p. 125-130.